# Liste der Baudenkmäler in Niederlauer
Auf dieser Seite sind die Baudenkmäler in der unterfränkischen Gemeinde Niederlauer zusammengestellt. Diese Tabelle ist eine Teilliste der Liste der Baudenkmäler in Bayern. Grundlage ist die Bayerische Denkmalliste, die auf Basis des Bayerischen Denkmalschutzgesetzes vom 1. Oktober 1973 erstmals erstellt wurde und seither durch das Bayerische Landesamt für Denkmalpflege geführt wird. Die folgenden Angaben ersetzen nicht die rechtsverbindliche Auskunft der Denkmalschutzbehörde.

## Ensembles

### Ortskern Niederlauer
Der Ort (Lage) wird zum einen von der an der Lauer orientierten Hauptstraße bestimmt, in deren Mitte die Straße nach Ebersbach an der Saale abzweigt, und andererseits von der erhöht gelegenen Kirche, in deren Nähe sich das Pfarrhaus und das ehem. Schulhaus befinden. Die Hauptstraße des Dorfes ist beiderseits von Bauernhöfen begleitet, deren Wohnhäuser in regelmäßiger Folge giebelseitig gestellt und durch Tormauern miteinander verbunden sind. Es sind Satteldachhäuser, mit vorwiegend verputzten Fachwerkobergeschossen, die ältesten aus dem 17./18. Jahrhundert. Einige Bauten des 19. Jahrhunderts sind traufseitig gestellt und besitzen überbaute Toreinfahrten. Einen Akzent setzt der Renaissancegiebel des ehemaligen Zehnthauses. Das Ortsbild weist, obwohl von Neubauten durchsetzt, eine hohe Geschlossenheit auf, an der die erhaltenen Scheunenränder mit Gärten einen wichtigen Anteil haben. Aktennummer: E-6-73-146-1.

## Baudenkmäler nach Gemeindeteilen

### Niederlauer
| Lage | Objekt                                | Beschreibung | Akten-Nr.     | Bild           |
| --- | ------------------------------------- | --- | ------------- | -------------- |
| Aspen, an der Straße nach Bad Neustadt (Standort)                                                                                                  | Flurkreuz                             | Sandstein, bezeichnet „1772“ und „1823“ | D-6-73-146-31 | weitere Bilder |
| Ebersbacher Straße 1 (Standort) | Gasthof                               | Zweigeschossiger Satteldachbau, verputztes Fachwerk, 17./18. Jahrhundert; vgl. Ensemble Hauptstraße | D-6-73-146-2  | weitere Bilder |
| Ebersbacher Straße 5 (Standort) | Kellertür                             | Sandstein, bezeichnet „1574“ | D-6-73-146-3  | BW             |
| Eichelgasse 5 (Standort) | Pforte                                | Vorhangbogen, Sandstein, 1688 | D-6-73-146-1  | weitere Bilder |
| Hauptstraße (Standort) | Bildstock                             | Relief Vesperbild, Sandstein, 18./19. Jahrhundert | D-6-73-146-14 | BW             |
| In Grünanlage Ecke Nußdorferstraße/Hauptstraße (Standort)                                                                                          | Heiligenhäuschen                      | Mit Relief des heiligen Laurentius, Sandstein, 1795 | D-6-73-146-22 | BW             |
| Hauptstraße 7 (Standort) | Bauernwohnhaus                        | Zweigeschossiges giebelständiges Satteldachhaus, Fachwerk, 17. Jahrhundert, mit Marienfigur, 17. Jahrhundert | D-6-73-146-4  | weitere Bilder |
| Hauptstraße 7 (Standort) | Pforte                                | Naturstein, spätgotisch, mit Steinmetzzeichen und bezeichnet „1516“ | D-6-73-146-4  | weitere Bilder |
| Hauptstraße 11 (Standort) | Pietà und Inschriftkartusche          | Gefasster Stein, spätbarock, bezeichnet „1775“ | D-6-73-146-5  | weitere Bilder |
| Hauptstraße 13 (Standort) | Bauernwohnhaus                        | Giebelständiges Satteldachhaus, zweigeschossig über hohem Keller, teils verputztes teils verschindeltes Fachwerk, 17. Jahrhundert | D-6-73-146-6  | weitere Bilder |
| Hauptstraße 23 (Standort) | Ehemaliges Zehnthaus                  | Zweigeschossiger giebelständiger Steinbau mit Satteldach und geschweiftem Renaissancegiebel, 1627 (dendrochronologisch datiert) über dem Kernbau von 1558 | D-6-73-146-8  | weitere Bilder |
| Hauptstraße 23 (Standort) | Portal                                | Bezeichnet „1694“, mit Pforte, bezeichnet „1579“ | D-6-73-146-8  | weitere Bilder |
| Hauptstraße 23 (Standort) | Fachwerkscheune                       | Mit Satteldach, 18./19. Jahrhundert | D-6-73-146-8  | BW             |
| Hauptstraße 25 (Standort) | Bauernhof                             | Wohnhaus zweigeschossig, giebelständig, verputztes Fachwerk, Satteldach, 17./18. Jahrhundert | D-6-73-146-9  | weitere Bilder |
| Hauptstraße 25 (Standort) | Bauernhof, Hoftor                     | Rundbogig mit geohrter Pforte, bezeichnet „1719“ | D-6-73-146-9  | weitere Bilder |
| Hauptstraße 25 (Standort) | Bauernhof, Nebengebäude               | 18. Jahrhundert | D-6-73-146-9  | BW             |
| Hauptstraße 28 (Standort) | Pforte                                | Naturstein, bezeichnet „1774“ | D-6-73-146-10 | weitere Bilder |
| Hauptstraße 29 (Standort) | Bauernhof                             | Über hohem Keller zweigeschossiges giebelständiges Wohnhaus mit Satteldach, verputztes Fachwerk | D-6-73-146-11 | weitere Bilder |
| Hauptstraße 29 (Standort) | Bauernhof, Hoftor                     | Bezeichnet „1717“ (mit dem gleichzeitigen Hoftor von Hauptstraße 31, vgl. dort, eine Einheit bildend) | D-6-73-146-11 | weitere Bilder |
| Hauptstraße 30 (Standort) | Kellertürgewände                      | Naturstein, bezeichnet „1568“ | D-6-73-146-12 | BW             |
| Hauptstraße 31 (Standort) | Hoftor                                | Bezeichnet „1717“ (mit dem gleichzeitigen Hoftor von Hauptstraße 29, vgl. dort, eine Einheit bildend) | D-6-73-146-13 | weitere Bilder |
| Hauptstraße 37 (Standort) | Kreuzschlepper                        | Sandstein, 18. Jahrhundert | D-6-73-146-15 | weitere Bilder |
| Hauptstraße 41 (Standort) | Bauernhaus                            | Zweigeschossiger giebelständiger Satteldachbau auf Bruchsteinsockel, verputztes Fachwerk, im Giebelfeld freigelegt, 1815 | D-6-73-146-16 | weitere Bilder |
| Hauptstraße 43 (Standort) | Bauernhaus                            | In Ecklage, zweigeschossiges giebelständiges Satteldachhaus auf Bruchsteinsockel, verputztes Fachwerk, 17./18. Jahrhundert | D-6-73-146-17 | weitere Bilder |
| Hauptstraße 44 (Standort) | Pforte                                | Natursteingewände mit Schulterbogen, bezeichnet „1572“ | D-6-73-146-18 | weitere Bilder |
| Katzenhack, an der Straße nach Steinach (Standort)                                                                                                 | Ehemaliger Wartturm                   | Rundturm, Natursteinmauerwerk, spätgotisch, 15. Jahrhundert, erneuert | D-6-73-146-27 | weitere Bilder |
| Katzenhack, am Feldweg zum Wartturm (Standort) | Bildstock                             | Reliefs Marienkrönung und Kreuzigungsgruppe, jeweils zwischen heiligen Bischöfen, stark bewegte spätbarocke Figuren, Sandstein, von 1762 | D-6-73-146-26 | BW             |
| Katzenhackstraße, Obertorstraße, Ecke Katzenhack (Standort)                                                                                        | Wegkreuz                              | Sandstein, bezeichnet „1761“ | D-6-73-146-58 | weitere Bilder |
| Kirchgasse, vor dem Kirchhof, neben dem ehemaligen Pfarrhaus (Standort)                                                                            | Steinkreuz                            | mit Marienfigur unter dem Kreuz, 18. Jh. | D-6-73-146-63 | weitere Bilder |
| Kirchgasse 4 (Standort) | Ehemaliges Pfarrhaus                  | In den Hang gebauter zweigeschossiger Kubus auf Hausteinsockel, Putzbau mit zum Kirchplatz abgewalmtem Dach, um 1800 | D-6-73-146-20 | BW             |
| Kirchgasse 6 (Standort) | Ehemaliges Schulhaus                  | Zweigeschossiger Kubus mit Walmdach, verputzter Massivbau, um 1800 | D-6-73-146-21 | weitere Bilder |
| Kirchgasse 7 (Standort) | Katholische Pfarrkirche St. Katharina | Saalkirche mit eingezogenem Chor, Chorseitenturm und oktogonalem Treppenturm, nachgotischer Turm mit Spitzhelm, vor 1612, und neugotischen Ecktürmchen, neugotisches Langhaus mit Satteldach, Muschelkalk und Buntsandstein, nach Plänen von Görz und Spieß, Grundsteinlegung 1888, Weihe 1892; mit Ausstattung | D-6-73-146-19 | weitere Bilder |
| Eichelgasse (Standort) | Kirchhofmauerreste                    | Frühneuzeitlich, und gusseiserne Lanzetteneinfriedung 19. Jahrhundert | D-6-73-146-19 | weitere Bilder |
| Kirchgasse 7 (Standort) | Pietà                                 | Kalkstein auf Buntsteinsockel, signiert „G. Fleck“, um 1890 | D-6-73-146-19 | weitere Bilder |
| Eichelgasse (Standort) | Steinkreuz                            | 18. Jahrhundert | D-6-73-146-19 | weitere Bilder |
| Kleine Au (Standort) | Pestkreuz                             | Schlichtes Steinkreuz, Sandstein, wohl 17. Jh. | D-6-73-146-65 | BW             |
| Kreisstraße NES 17, hinter dem Ortsausgang an der Kreisstraße NES 17 Richtung Oberebersbach (Standort)                                             | Bildstock                             | Eingelassenes Marienbild, an den Seiten, lateinisches Kreuz und Maria Bildäuser Wappen, Sandstein, bez. 1654 | D-6-73-146-64 | weitere Bilder |
| Malm (Standort) | Marienbildstock                       | Reliefs: Maria, rückwärtig Auge Gottes, an den Seiten Petrus und Paulus, Sandstein, neugotisch, 19. Jahrhundert | D-6-73-146-34 | BW             |
| Mühlstraße, am Steg über die Lauer (Standort) | Bildstock                             | Reliefs: Heilige Familie zwischen den Aposteln Johannes und Paulus, rückwärtig, St. Michael, barock, von 1725 | D-6-73-146-24 | BW             |
| Nähe Nußdorfstraße (Standort) | Friedhofskreuz                        | Steinkreuz, Sandstein, zweite Hälfte 19. Jahrhundert; auf dem Friedhof | D-6-73-146-29 | weitere Bilder |
| Nähe Obertorstraße, an der Ortsausfahrt von Burglauer (Standort)                                                                                   | Bildstock                             | Mit Muttergottesrelief, Sandstein, von 1870 | D-6-73-146-25 | BW             |
| Nußdorfstraße, in moderner Nische vor dem Friedhof (Standort)                                                                                      | Relief der Pietà                      | Mit Pietàrelief, Naturstein, spätbarock, bezeichnet „1772“ | D-6-73-146-28 | weitere Bilder |
| Turmschlag, an der Straße nach Oberebersbach; am Waldrand des Turmrangen, an der Straße nach Oberebersbach ca. 2,2 km vor Oberebersbach (Standort) | Wegkreuz                              | Steinkreuz, bezeichnet „1743“, „1818“ und „1925“ | D-6-73-146-59 | weitere Bilder |
| Wegscheide; bei Ebersbacher Straße (Standort) | Kriegerdenkmal                        | Denkmal für die Gefallenen des Deutsch-Französischen Krieges, nach 1871 | D-6-73-146-97 | weitere Bilder |
| Wegscheide, an der Ortsausfahrt nach Oberebersbach an Höllweg-Einmündung (Standort)                                                                | Bildstock                             | Sandstein mit in Holz geritzter Marienfigur, neugotisch, bezeichnet „1862“ | D-6-73-146-30 | weitere Bilder |
| Wiesenstraße, Gabelung Brückenstraße/Wiesenstraße (Standort)                                                                                       | Bildstock                             | Reliefs: Marienkrönung zwischen Erzengeln, Rückseite Kreuzigungsgruppe, Sandstein, spätbarock, um 1770 | D-6-73-146-32 | BW             |

### Oberebersbach
| Lage                                                                                  | Objekt                       | Beschreibung | Akten-Nr.     | Bild           |
| ------------------------------------------------------------------------------------- | ---------------------------- | --- | ------------- | -------------- |
| Bergstück; Flur Bergstück/Gebretterter Schlag, an der Weggabelung zur Flur (Standort) | Bildstock                    | Mit schlichtem erhabenen Kreuz, Sandstein, bezeichnet „1799“                                                                                                   | D-6-73-146-43 | BW             |
| Kreisstraße NES 17, an der Straße nach Unterebersbach (Standort)                      | Stifter-Bildstock            | Relief mit Kreuzigung, rückwärtig Stifterfamilie unter dem Kruzifix, andern Seiten Johannes der Täufer und ein weiterer Heiliger, Sandstein, bezeichnet „1627“ | D-6-73-146-44 | weitere Bilder |
| Obere Au, an der Straße nach Niederlauer, drei Kilometer vom Dorf (Standort)          | Bildstock                    | Mit Marienbild, Sandsteingerüst wohl 17. Jahrhundert, Marienbild nachträglich, Holztafel mit Inschrift bezeichnet „1916“                                       | D-6-73-146-46 | BW             |
| Saalestraße (Standort)                                                                | Steinkreuz                   | Mit Marienfigur am Kreuzfuß, Sandstein, von 1881 | D-6-73-146-66 | BW             |
| Saalestraße 2 (Standort)                                                              | Katholische Friedhofskapelle | Neugotisch Saalbau mit polygonalem Schluss und Spitzhelmdachreiter, 20. Jahrhundert; mit historischer Ausstattung                                              | D-6-73-146-35 | weitere Bilder |
| Saalestraße 15 (Standort)                                                             | Bauernhaus                   | Giebelständiges zweigeschossiges Wohnhaus, massives Erdgeschoss, Fachwerkobergeschoss, Satteldach, 18./19. Jahrhundert                                         | D-6-73-146-36 | Bauernhaus     |
| Saalestraße 15 (Standort)                                                             | Pforte                       | 1845 | D-6-73-146-36 | BW             |
| Saalestraße 16 (Standort)                                                             | Kellertür                    | Mit Sandsteingewände, bezeichnet „1780“ | D-6-73-146-37 | BW             |
| Saalestraße 21 (Standort)                                                             | Wohnhaus                     | Zweigeschossiger giebelständiger Satteldachbau, massives Erdgeschoss, Obergeschoss mit Zierfachwerk, 19. Jahrhundert, moderner rückwärtiger Querbau            | D-6-73-146-38 | Wohnhaus       |
| Saalestraße 22 (Standort)                                                             | Bauernhaus                   | Zweigeschossiges giebelständiges Satteldachhaus, verputztes Fachwerk, Bruchsteinsockel, 18./19. Jahrhundert, Pforte bezeichnet „1755“                          | D-6-73-146-39 | BW             |
| Saalestraße 26 (Standort)                                                             | Pforte                       | Naturstein, 1856 | D-6-73-146-40 | BW             |
| Saalestraße 28 (Standort)                                                             | Bauernhof                    | Eingeschossiges giebelständiges Wohnhaus, mit Zierfachwerk, Bruchsteinsockel, Mitte 19. Jahrhundert, Kellerabgang bezeichnet „1602“                            | D-6-73-146-41 | BW             |
| Stück, südlich der Kapelle (Standort)                                                 | Kreuzschlepper               | Sandstein, bezeichnet „1774“ | D-6-73-146-42 | BW             |

### Unterebersbach
| Lage                                                                | Objekt                                         | Beschreibung | Akten-Nr.     | Bild           |
| ------------------------------------------------------------------- | ---------------------------------------------- | --- | ------------- | -------------- |
| Bleinart; nordwestlich der Peterskirche an der Hahnleite (Standort) | Bildstock                                      | Vesperbild über Relief mit Pferden und Wagen, rückwärtig Inschrift, Sandstein, bezeichnet „1868“                                                               | D-6-73-146-56 | BW             |
| Bleinart, in der Bleinat (Standort)                                 | Wegkreuz                                       | Stein, 1878 | D-6-73-146-55 | BW             |
| Kirchbergstraße 16 (Standort)                                       | Katholische Friedhofskirche St. Peter und Paul | Chorturmkirche, Massivbau, Turmuntergeschoss 13. Jahrhundert, Obergeschoss mit Quersatteldach, Langhaus mit Satteldach, am Portal bezeichnet „1498“            | D-6-73-146-48 | weitere Bilder |
| Kirchbergstraße 16 (Standort)                                       | Friedhofsmauer                                 | Naturstein, im Kern wohl spätmittelalterlich | D-6-73-146-48 | weitere Bilder |
| Kirchbergstraße 16 (Standort)                                       | Friedhofskreuz                                 | Sandstein, von 1841 | D-6-73-146-48 | weitere Bilder |
| Kunzstraße (Standort)                                               | Wegkreuz                                       | Sandstein, von 1876 | D-6-73-146-52 | weitere Bilder |
| Kunzstraße 16 (Standort)                                            | Heiligenhäuschen                               | Sandstein mit gemalter Marienkrönung, von 1814 | D-6-73-146-49 | BW             |
| Palmsbergstraße 23 (Standort)                                       | Wohnhaus                                       | Eingeschossig, giebelständig, mit Zierfachwerk und Satteldach, Ende 18. Jahrhundert                                                                            | D-6-73-146-50 | weitere Bilder |
| Palmsbergstraße 27 (Standort)                                       | Ehemaliger Pfarrhof                            | Zweigeschossiger verputzter Massivbau mit Walmdach, aufgemalte Säulengliederung im Obergeschoss, 1777, mit Hofmauer                                            | D-6-73-146-51 | weitere Bilder |
| Palmsbergstraße 29 (Standort)                                       | Katholische Pfarrkirche Mariä Verkündigung     | Saalkirche aus Langhaus mit Satteldach, nachgotisch, um 1600, und eingezogenem spätgotischem Chor, Mitte 15. Jahrhundert, Spitzhelmdachreiter; mit Ausstattung | D-6-73-146-47 | weitere Bilder |
| Palmsbergstraße 29 (Standort)                                       | Kirchhofmauer                                  | Naturstein, mit spätklassizistischen Kreuzwegstationen, Sandstein, erstes Viertel 19. Jahrhundert                                                              | D-6-73-146-47 | weitere Bilder |
| Palmsbergstraße 29 (Standort)                                       | Mariensäule                                    | Um 1670 | D-6-73-146-47 | weitere Bilder |
| Palmsbergstraße 29 (Standort)                                       | Mariengrotte                                   | Mit bekrönender Marienfigur aus Stuck, um 1900 | D-6-73-146-47 | weitere Bilder |
| Palmsbergstraße (Standort)                                          | Bildstock                                      | Bezeichnet „1645“ | D-6-73-146-47 | weitere Bilder |
| Stegwiesen; an der Straße nach Bad Neustadt (Standort)              | Flurkreuz                                      | Sandstein, von 1867 | D-6-73-146-57 | BW             |

## Ehemalige Baudenkmäler
In diesem Abschnitt sind Objekte aufgeführt, die früher einmal in der Denkmalliste eingetragen waren, jetzt aber nicht mehr. Objekte, die in anderem Zusammenhang – also z. B. als Teil eines Baudenkmals – weiter eingetragen sind, sollen hier nicht aufgeführt werden. Aktennummern in diesem Abschnitt sind ehemalige, jetzt nicht mehr gültige Aktennummern.

| Lage                           | Objekt | Beschreibung                                                                 | Akten-Nr.     | Bild |
| ------------------------------ | ------ | ---------------------------------------------------------------------------- | ------------- | ---- |
| Oberebersbach Stück (Standort) | Keller | Naturstein mit Pultdach, mit profiliertem Sandsteinportal, bezeichnet „1616“ | D-6-73-146-67 | BW   |

## Abgegangene Baudenkmäler
In diesem Abschnitt sind Objekte aufgeführt, die früher einmal in der Denkmalliste eingetragen waren, jetzt aber nicht mehr existieren, z. B. weil sie abgebrochen wurden. Aktennummern in diesem Abschnitt sind ehemalige, jetzt nicht mehr gültige Aktennummern.

| Lage                                  | Objekt         | Beschreibung                                                                                                | Akten-Nr.    | Bild |
| ------------------------------------- | -------------- | --- | ------------ | ---- |
| Niederlauer Hauptstraße 21 (Standort) | Bauernwohnhaus | Giebelständiges zweigeschossiges Satteldachhaus über hohem Keller, verputztes Fachwerk, 17./18. Jahrhundert | D-6-73-146-7 | BW   |